# Championnat de Suisse masculin de basket-ball 2015-2016
Navigation
Saison 2014-2015 Saison 2016-2017
La saison 2015-2016 de LNA est la 82e édition du championnat de Suisse de basket-ball organisée par la Ligue nationale de basket-ball amateur. Elle voit s'imposer le Fribourg Olympic Basket pour la seizième fois.
Aucune équipe n'est relégué en LNB à la fin de la saison.

## Formule de la compétition
Dix équipes prennent part au championnat, où elles se rencontrent chacune trois fois lors des trois tours de la phase préliminaire. D'abord en matches aller et retour pour les deux premiers tours (une fois à domicile, une fois à l'extérieur), puis à l'issue de ces deux tours (dix-huit matchs par équipe) l'ordre des rencontres du troisième tour est défini selon le classement. Chaque équipe se rencontre alors une troisième fois.
À l'issue des trois tours de la phase préliminaire les équipes classées du premier au huitième rang disputent les « play-offs » - un tournoi final - pour le titre.
Les deux autres équipes ne participent pas au tour de promotion/relégation entre la LNA et la LNB. Ainsi, lors de la saison suivante onze clubs joueront en LNA (les dix de la saison 2015-2016 plus le promu). En répétant l'opération la saison suivante l'objectif est de retrouver une LNA a douze clubs pour la saison 2017-2018.
Durant la phase préliminaire, chaque victoire rapporte deux points, chaque défaite zéro (en cas de match nul, il y a des prolongations, il ne peut y avoir de matchs nuls). À la fin de cette phase préliminaire, en cas d'égalité les équipes sont départagées par les résultats des confrontations directes.
Dans le tableau final, les quarts de finale et les demi-finales se jouent au meilleur des cinq manches (la première équipe remportant trois matchs a gagné) et la finale au meilleur des sept manches (il faut en remporter quatre pour gagner).

## Calendrier
Les matchs de la phase préliminaire se sont joués du samedi 3 octobre 2015 au samedi 2 avril 2016 et ceux du tournoi final de samedi 16 avril 2016 au mardi 31 mai 2016.

## Classement
Classement à l'issue de la phase préliminaire :
| Classement | Équipe                       | M  | V  | D  | FF | Marq. | Enc. | Sc.  | MatD | PtD | ScD | Points |
| ---------- | ---------------------------- | -- | -- | -- | -- | ----- | ---- | ---- | ---- | --- | --- | ------ |
| 1          | Fribourg Olympic             | 27 | 21 | 6  | 0  | 2252  | 1834 | 418  | 6    | 8   | 46  | 42     |
| 2          | Les Lions de Genève          | 27 | 21 | 6  | 0  | 2237  | 1850 | 387  | 6    | 6   | -45 | 42     |
| 3          | Union Neuchâtel Basket       | 27 | 21 | 6  | 0  | 2221  | 1898 | 323  | 6    | 4   | -1  | 42     |
| 4          | BBC Monthey                  | 27 | 20 | 7  | 0  | 2162  | 1882 | 280  |      |     |     | 40     |
| 5          | Lugano Tigers                | 27 | 17 | 10 | 0  | 2088  | 1914 | 174  |      |     |     | 34     |
| 6          | 5 STELLE SAM Basket Massagno | 27 | 12 | 15 | 0  | 2083  | 2247 | -164 |      |     |     | 24     |
| 7          | BC Boncourt Red Team         | 27 | 9  | 18 | 0  | 1937  | 2088 | -151 | 3    | 4   | 29  | 18     |
| 8          | Starwings Basket Regio Basel | 27 | 9  | 18 | 0  | 1942  | 2160 | -218 | 3    | 2   | -29 | 18     |
| 9          | Swiss Central Basket         | 27 | 4  | 23 | 0  | 1961  | 2387 | -426 |      |     |     | 8      |
| 10         | BC Winterthur                | 27 | 1  | 26 | 0  | 1729  | 2352 | -623 |      |     |     | 2      |

## Playoffs

### Tableau
|  | Quarts de finale | Quarts de finale    | Quarts de finale | Quarts de finale | Quarts de finale | Quarts de finale | Quarts de finale |                  |    | Demi-finales | Demi-finales | Demi-finales | Demi-finales | Demi-finales | Demi-finales | Demi-finales |  |  | Finale | Finale           | Finale | Finale | Finale | Finale | Finale | Finale | Finale |
|  |                  |                     |                  |                  |                  |                  |                  |                  |    |              |              |              |              |              |              |              |  |  |        |                  |        |        |        |        |        |        |        |
|  | 1                | Fribourg Olympic    | 94               | 104              | 71               |                  |                  |                  |    |              |              |              |              |              |              |              |  |  |        |                  |        |        |        |        |        |        |        |
|  | 8                | Starwings Basket    | 69               | 55               | 67               |                  |                  |                  |    |              |              |              |              |              |              |              |  |  |        |                  |        |        |        |        |        |        |        |
|  | 8                | Starwings Basket    | 69               | 55               | 67               |                  | 1                | Fribourg Olympic | 85 | 80           | 69           |              |              |              |              |              |  |  |        |                  |        |        |        |        |        |        |        |
|  |                  |                     |                  |                  |                  |                  |                  | Fribourg Olympic | 85 | 80           | 69           |              |              |              |              |              |  |  |        |                  |        |        |        |        |        |        |        |
|  |                  | 5                   | AB Lugano Tigers | 73               | 51               | 51               |                  |                  |    |              |              |              |              |              |              |              |  |  |        |                  |        |        |        |        |        |        |        |
|  | 4                | 5                   | AB Lugano Tigers | 73               | 51               | 51               | BBC Monthey      | 85               | 76 | 68           | 67           | 85           |              |              |              |              |  |  |        |                  |        |        |        |        |        |        |        |
|  | 4                |                     |                  |                  |                  |                  | BBC Monthey      | 85               | 76 | 68           | 67           | 85           |              |              |              |              |  |  |        |                  |        |        |        |        |        |        |        |
|  | 5                | AB Lugano Tigers    | 60               | 73               | 77               | 71               | 95               |                  |    |              |              |              |              |              |              |              |  |  |        |                  |        |        |        |        |        |        |        |
|  |                  |                     |                  |                  |                  |                  |                  |                  |    |              |              |              |              |              |              |              |  |  | 1      | Fribourg Olympic | 78     | 71     | 68     | 65     | 66     | 80     |        |
|  |                  | 3                   | Union Neuchâtel  | 65               | 62               | 82               | 78               | 63               | 63 |              |              |              |              |              |              |              |  |  |        |                  |        |        |        |        |        |        |        |
|  | 2                | Lions de Genève     | 76               | 88               | 84               |                  |                  |                  |    |              |              |              |              |              |              |              |  |  |        |                  |        |        |        |        |        |        |        |
|  | 7                | BC Boncourt         | 59               | 76               | 76               |                  |                  |                  |    |              |              |              |              |              |              |              |  |  |        |                  |        |        |        |        |        |        |        |
|  | 7                | BC Boncourt         | 59               | 76               | 76               |                  | 2                | Lions de Genève  | 75 | 56           | 64           |              |              |              |              |              |  |  |        |                  |        |        |        |        |        |        |        |
|  |                  |                     |                  |                  |                  |                  |                  | Lions de Genève  | 75 | 56           | 64           |              |              |              |              |              |  |  |        |                  |        |        |        |        |        |        |        |
|  |                  | 3                   | Union Neuchâtel  | 84               | 61               | 89               |                  |                  |    |              |              |              |              |              |              |              |  |  |        |                  |        |        |        |        |        |        |        |
|  | 3                | 3                   | Union Neuchâtel  | 84               | 61               | 89               | Union Neuchâtel  | 85               | 90 | 66           | 92           |              |              |              |              |              |  |  |        |                  |        |        |        |        |        |        |        |
|  | 3                |                     |                  |                  |                  |                  | Union Neuchâtel  | 85               | 90 | 66           | 92           |              |              |              |              |              |  |  |        |                  |        |        |        |        |        |        |        |
|  | 6                | SAM Massagno Basket | 76               | 73               | 91               | 89               |                  |                  |    |              |              |              |              |              |              |              |  |  |        |                  |        |        |        |        |        |        |        |